# Jorge Luis I de Erbach-Erbach
El Conde Jorge Luis I de Erbach-Erbach (8 de mayo de 1643 - 30 de abril del 1693) fue un príncipe alemán miembro de la Casa de Erbach y gobernante sobre Erbach, Freienstein, Wildenstein, Michelstadt y Breuberg.
Nacido en Fürstenau, era el quinto vástago y tercer hijo varón (el segundo superviviente) del Conde Jorge Alberto I de Erbach-Schönberg y su tercera esposa Isabel Dorotea, una hija del Conde Jorge Federico de Hohenlohe-Waldenburg en Schillingsfürst.

## Biografía
Debido a que él y sus hermanos eran todavía menores en el tiempo de la muerte de su padre en 1647, la tutela y gobierno sobre los dominios de Erbach fueron asignados al mayor de sus hermanastros Jorge Ernesto, quien gobernó en solitario hasta su muerte en 1669, sin descendencia. Jorge Luis I y sus hermanos supervivientes menores Jorge IV y Jorge Alberto II gobernaron conjuntamente el territorio de Erbach hasta 1672, cuando se hizo la división formal de sus posesiones: Jorge Luis I recibió los distritos de Erbach, Freienstein y Wildenstein.
La muerte de Jorge IV en 1678 sin descendientes supervivientes obligó a otra división en el patrimonio de Erbach; esta vez Jorge Luis recibió los distritos de Michelstadt y Breuberg.
Jorge Luis I murió en Arolsen a la edad de 49 años y fue enterrado en Michelstadt.

## Matrimonio e hijos
En Culemborg el 26 de diciembre de 1664 Jorge Luis I contrajo matrimonio con la Condesa Amalia Catalina de Waldeck-Eisenberg (13 de agosto de 1640 - 4 de enero de 1697), una hija del Conde Felipe Dietrich de Waldeck-Eisenberg y de su esposa María Magdalena de Nassau-Siegen. Tuvieron dieciséis hijos:
- Enriqueta (27 de septiembre de 1665 - 28 de septiembre de 1665).
- Enriqueta Juliana (15 de octubre de 1666 - 27 de febrero de 1684).
- Conde Felipe Luis de Erbach-Erbach (10 de junio de 1669 - 17 de junio de 1720).
- Carlos Alberto Luis (16 de junio de 1670 - muerto en combate en. Dapfing a.d. Donau, 18 de agosto de 1704).
- Jorge Alberto (n. y m. 1 de julio de 1671).
- Amalia Catalina (13 de mayo de 1672 - 18 de junio de 1676).
- Federico Carlos (19 de abril de 1673 - 20 de abril de 1673).
- Un hijo (n. y m. 16 de septiembre de 1674).
- Guillermina Sofía (16 de febrero de 1675 - 20 de agosto de 1675).
- Magdalena Carlota (6 de febrero de 1676 - 3 de diciembre de 1676).
- Guillermo Luis (21 de marzo de 1677 - 19 de febrero de 1678).
- Amalia Catalina (n. y m. 18 de febrero de 1678).
- Federica Carlota (19 de abril de 1679 - 21 de abril de 1679).
- Conde Federico Carlos de Erbach-Limpurg (21 de mayo de 1680 - 20 de febrero de 1731).
- Ernesto (23 de septiembre de 1681 - 2 de marzo de 1684).
- Sofía Albertina (30 de julio de 1683 - 4 de septiembre de 1742), desposó el 4 de febrero de 1704 al Duque Ernesto Federico I de Sajonia-Hildburghausen.

- Datos: Q10308162